# بوغنی
بوغنی (به عربی: بوغنی) یک شهرداری در الجزایر است که در استان تیزی وزو واقع شده‌است.